# Naturnahe Waldwirtschaft
Naturnahe Waldwirtschaft (im engeren Sinne) ist ein Synonym zu naturgemäßer Waldwirtschaft und insofern auch zu Dauerwald sowie zu ökologischer Waldwirtschaft. Der Begriff bezeichnet eine Wirtschaftsweise, die vor allem kahlschlagfrei und nach dem Mischwaldprinzip die Holzproduktion im Wald betreibt und deswegen deutlich naturschonender ist als die konventionelle Forstwirtschaft im System des Altersklassenwaldes. Die naturnahe Waldwirtschaft ist heute Grundlage für Nachhaltigkeits-Zertifikate in der Waldwirtschaft. Die zwei wichtigsten derzeit vergebenen Qualitätssiegel für die Waldbewirtschaftung sind das FSC- und das PEFC-Siegel.

## Zur Historie des Begriffs
Wer den Begriff naturnahe Waldwirtschaft erstmals verwendete, ist nicht bekannt. Die Bewegung für einen naturgemäßen Waldbau, zu dem sich heute die Mehrzahl vornehmlich der westlichen Bundesländer in Waldbaurichtlinien und Empfehlungen an private und kommunale Waldbesitzer bekennt, ging von der privaten Forstwirtschaft und einigen wenigen Forstwissenschaftlern aus. Schon in der Mitte des 19. Jahrhunderts wurde überdeutlich, dass der gepflanzte Altersklassenwald zu allmählicher Verschlechterung bis hin zum Niedergang namentlich der natürlichen Laubholzwälder und zu zunehmenden Flächenkatastrophen in den Nadelwäldern führen würde. Entsprechend forderte eine kleine Minderheit von Forstwissenschaftlern ab der Mitte des 19. Jahrhunderts, verstärkt auf die Regeln der Natur zu setzen (z. B. König, Borggreve, Geyer, Roßmäßler u. v. a.). Darauf aufbauend entwickelte der Forstwissenschaftler Alfred Möller zu Beginn des 20. Jahrhunderts die Dauerwaldidee – nämlich wie eine zukünftige Waldwirtschaft mit der Natur und nicht gegen sie erfolgen könnte. Vor allem diese von Möller begründete Idee vom Dauerwald oder Waldorganismus wurde später Leitgedanke für die naturgemäße (synonym zu „naturnahe“) Waldwirtschaft. Auf ihr gründet bis heute die Arbeitsgemeinschaft Naturgemäße Waldwirtschaft (ANW), die von frühen Anhängern Möllers gegründet wurde und deren fachwissenschaftliches Organ Der Dauerwald heißt. Die ANW wurde 1950 als lockere Arbeitsgemeinschaft und unabhängiger Zusammenschluss privater Waldbesitzer und Forstwissenschaftler, heute auch beamteter Forstleute und Waldinteressierter, ins Leben gerufen, um die Idee des Dauerwaldes gegen die des vorherrschenden naturfernen Altersklassenwaldes zu etablieren.
Die Ziele der ANW sind u. a.:
- Kahlschlagsverzicht und infolgedessen konsequente Einzelbaumnutzung in altersgemischten und baumartenreichen Wäldern;
- Grundsätzlicher Vorrang der Naturverjüngung durch natürliche Absaaten;
- Vorratswirtschaft, d. h. Pflege des stehenden Bestandes nach der Regel „das Schlechte fällt zuerst“;
- Ganzheitliche Betrachtung des Waldes als dauerhaftes, vielgestaltiges und dynamisches Ökosystem unter Beachtung der „Stetigkeit“ des Waldes im Sinne der Dauerwaldidee (nach Alfred Möller, „Organismusidee“).
- Natürlich ablaufende Prozesse in Waldökosystemen sollen zur Optimierung naturgemäßer Waldwirtschaft konsequent genutzt werden.
- Ökonomische Ziele stehen im Vordergrund. Sie werden nachhaltig und in der Regel optimal nur bei Beachtung ökologischer Erfordernisse erreicht.
- Sozial- und Schutzfunktionen des Waldes werden im Rahmen naturgemäßer Waldwirtschaft in der Regel „automatisch“ miterfüllt.[2]

Was naturnahe Waldwirtschaft konkret ist, unterliegt nach wie vor einem umfassenden Dialog- und Diskussionsprozess um die Naturnähe des Waldbaus, da der Begriff kein definierter Fachbegriff ist und deshalb zur missbräuchlichen Verwendung verleitet. Jedenfalls ist seine engere, ökologisch präzisierte Bedeutung synonym zur naturgemäßen Waldwirtschaft (Dauerwald, s. o.)
Semantisch wurde der Begriff erstmals 1986 vom Zürcher Waldbauprofessor Hans Leibundgut verwendet, der naturnahe Waldwirtschaft wie folgt beschreibt:
„Unter „naturnaher Waldwirtschaft“ verstehe ich dagegen eine weniger eng eingeschränkte Wirtschaftsweise, welche zwar weitgehend von den natürlichen Gegebenheiten ausgeht, jedoch den Naturwald hinsichtlich Aufbau und Baumartenmischung verändern und sogar durch nicht heimische ‚Gastbaumarten‘ bereichern kann, solange dadurch das natürliche Beziehungsgefüge des Waldes nicht nachteilig verändert wird.“
Mehrere deutsche Forstverwaltungen haben später diesen Begriff übernommen und zur „Überschrift“ ihres jeweiligen Handelns genutzt. 1987 wurde der Begriff von der saarländischen Landesregierung für das von Wirtschaftsminister Hajo Hoffmann verantwortete Konzept für eine naturnahe Waldwirtschaft in den öffentlichen Forsten des Saarlandes benutzt. Gemeint war damit ausdrücklich die Hinwendung zum Dauerwald auf der gesamten öffentlichen Waldfläche des Saarlandes im Sinne der ANW.
Das Konzept sah vor:
1. Konsequenten Kahlschlagsverzicht mit Einzelbaumnutzung (erstmals im gesamten öffentlichen Wald eines Bundeslandes),
2. Sanfte Betriebstechniken (Mensch und Pferd, Verbot des Befahrens der Waldböden, erstmals in Deutschland),
3. Naturverjüngungsvorrang (mit heimischem Laubholz),
4. Chemiefreiheit (landesweiter Verzicht auf Biozide und andere chemische Mittelausbringung, erstmals in Deutschland),
5. Eine Totholzstrategie im bewirtschafteten Wald (erstmals in Deutschland), sowie
6. Ein Konzept für aktiven Waldnaturschutz im Zuge der Forstbewirtschaftung.

Das von dem Forstchef des Saarlandes Wilhelm Bode initiierte Reformprogramm wurde durch seine Ablösung 1992 im Zuge der Affäre Lafontaine zunächst unterbrochen und wenig später verändert und weniger konsequent fortgesetzt. Wesentliche Elemente des Programms wurden später wegen der politischen und öffentlichen Attraktivität der naturnahen Waldwirtschaft von vielen Landesforstverwaltungen übernommen.
Ohne zunächst inhaltlich konkrete und – zum herrschenden schlagweisen Waldbau – abweichende Vorstellungen zu entwickeln, wurde z. B. der Begriff in Baden-Württemberg bereits seit den 1970er Jahren, in Richtlinien und Konzepten für den Waldbau in den Staatsforsten benutzt. Als Herzstück des Konzeptes Naturnahe Waldwirtschaft in Baden-Württemberg wurden später (1993) sechs waldbauspezifische Elemente – wenn auch inoperational und wenig verbindlich – definiert:
- Naturnähe und Standortsbezug bei der Baumartenwahl;
- Ökologische und physikalische Stabilität der Wälder;
- Mischwaldprinzip und Stufigkeit;
- Schwerpunkt Naturverjüngung;
- Waldbaulich tragbare, angepasste Wildbestände;
- Qualitäts- und stabilitätsorientierte Pflege der Bestände.

Allerdings ist tendenziell in der jüngsten Zeit – gerade auch unter dem Gesichtspunkt der Klimaplastizität der Wälder – eine zunehmende und erfreuliche Konkretisierung in den „naturnahen“ Waldbauprogrammen einiger Bundesländer in Richtung der Dauerwaldidee (vergleichbar zur ANW und zum saarländischen Programm aus 1987) zu konstatieren (z. B. Hessen, NRW, Rheinland-Pfalz usw.), auch wenn diese Entwicklung noch keineswegs ausreicht bzw. abgeschlossen ist und ebenfalls in jüngster Zeit durch ein Interesse an nachwachsenden Energierohstoffen (Energieholz) gleichzeitig wieder gefährdet wird.
In Niedersachsen werden die staatlichen Wälder seitens der Landesforsten seit 1991 nach dem dort entwickelten LÖWE-Programm umgebaut, das den Zielen des ANW ebenfalls sehr nahe kommt.